# Тучное (Белопольский район)
Тучное (укр. Тучне) — село, Тучненский сельский совет, Белопольский район, Сумская область, Украина.
Код КОАТУУ — 5920689201. Население по переписи 2001 года составляло 674 человека .
Является административным центром Тучненского сельского совета, в который, кроме того, входит село
Александровка.

## Географическое положение
Село Тучное находится у истоков реки Вир, ниже по течению на расстоянии в 3 км расположен пгт Ульяновка. На реке несколько запруд. На расстоянии в 1 км расположено село Александровка. Рядом проходит автомобильная дорога Т-2504.

## История
- Село основано в 1807 году помещиком Шидловским. Большая часть крестьян переведены были из Тернов в результате раздела наследства [2].

## Экономика
- Молочно-товарная и свино-товарная фермы.

## Объекты социальной сферы
- Школа.